# Finale della UEFA Europa Conference League 2021-2022
La finale della 1ª edizione dell'Europa Conference League si è disputata il 25 maggio 2022 all'Arena Kombëtare di Tirana, in Albania, tra gli italiani della Roma e gli olandesi del Feyenoord. È stata la prima finale di una competizione europea ad essere ospitata nel Paese balcanico.
I vincitori, gli italiani dalla Roma, si sono aggiudicati l'edizione inaugurale del torneo nonché il loro primo trofeo UEFA.

## Sede
La partita si è svolta all'Arena Kombëtare di Tirana, in Albania.

## Il cammino verso la finale

### Roma
La Roma di José Mourinho inizia il proprio cammino nella competizione dal turno di spareggio, dove elimina i turchi del Trabzonspor vincendo 2-1 in trasferta e 3-0 al ritorno in casa. Gli italiani vengono poi inseriti nel Gruppo C insieme agli ucraini dello Zorja, ai bulgari del CSKA Sofia e ai norvegesi del Bodø/Glimt, classificandosi al primo posto con 13 punti conquistati, frutto di quattro vittorie, un pareggio ed una sconfitta. Agli ottavi di finale vengono sorteggiati gli olandesi del Vitesse, battuti 1-0 in Olanda prima dell'1-1 al ritorno all'Olimpico. Nei quarti di finale torna il confronto con i norvegesi del Bodø/Glimt, i quali vincono l'andata all'Aspmyra Stadion per 2-1, ma nella gara di ritorno i capitolini si impongono per 4-0 all'Olimpico. La semifinale viene disputata contro il Leicester City: il match di andata termina con un 1-1 in territorio inglese, mentre all'Olimpico la Roma vince 1-0 grazie al colpo di testa di Abraham direttamente da calcio d'angolo, qualificandosi per la finale.

### Feyenoord
Il Feyenoord di Arne Slot inizia il proprio cammino nella competizione dal secondo turno di qualificazione, dove elimina dapprima i kosovari del Drita con un risultato complessivo di 3-2, per poi superare gli svizzeri del Lucerna nel terzo turno di qualificazione con un netto 6-0 nel doppio confronto. Nel turno di spareggio gli olandesi estromettono gli svedesi dell'Elfsborg, vincendo 5-0 in casa all'andata e perdendo in modo ininfluente per 3-1 in trasferta nella gara di ritorno. I Trots van Zuid vengono successivamente inseriti nel Gruppo E insieme ai cechi dello Slavia Praga, ai tedeschi dell'Union Berlino e agli israeliani del Maccabi Haifa, classificandosi al primo posto con 14 punti conquistati, frutto di quattro vittorie e due pareggi. Agli ottavi di finale vengono sorteggiati i serbi del Partizan, eliminati con un aggregato totale di 8-3. Ai quarti incontrano i cechi dello Slavia Praga, già affrontati nella fase a gironi: pareggiano per 3-3 nell'andata dello stadio Feijenoord, per poi trionfare per 3-1 nel ritorno dell'Eden Aréna. In semifinale i francesi dell'Olympique Marsiglia vengono prima sconfitti per 3-2 a Rotterdam e poi fermati sul pari a reti inviolate allo stadio Vélodrome.

### Tabella riassuntiva del percorso
Note: In ogni risultato sottostante, il punteggio della finalista è menzionato per primo. (C: Casa; T: Trasferta)
| Squadra    | Pt | G |
| ---------- | -- | - |
| Roma       | 13 | 6 |
| Bodø/Glimt | 12 | 6 |
| Zorja      | 7  | 6 |
| CSKA Sofia | 1  | 6 |

| Squadra       | Pt | G |
| ------------- | -- | - |
| Feyenoord     | 14 | 6 |
| Slavia Praga  | 8  | 6 |
| Union Berlino | 7  | 6 |
| Maccabi Haifa | 4  | 6 |

## La partita
José Mourinho schiera i suoi giallorossi con un 3-4-2-1, a cui l'allenatore degli olandesi, Arne Slot, risponde con un 4-3-3.
Dopo un'iniziale fase di studio tra le due compagini, è la Roma a passare in vantaggio al 32º minuto del primo tempo: il difensore Gianluca Mancini compie dalla metà campo un preciso lancio per l'attaccante Nicolò Zaniolo,  il quale addomestica il pallone col petto ed è bravo a superare con un morbido pallonetto l'estremo difensore degli olandesi.
Nel secondo tempo il Feyenoord prende in mano le redini del gioco alla ricerca del pari, rendendosi pericoloso ad inizio ripresa con una doppia occasione da situazione di calcio d'angolo e con un tiro da fuori area del terzino Tyrell Malacia, trovando però la grande opposizione del portiere giallorosso Rui Patrício in entrambe le occasioni. I giallorossi riescono a contenere gli attacchi frenetici degli olandesi, soprattutto grazie alle ottime prestazioni difensive di Chris Smalling e Roger Ibañez,  prima di sfiorare il raddoppio al 73' con un tiro del centrocampista francese Jordan Veretout, ed all'85' con il capitano Lorenzo Pellegrini, tentativi respinti efficacemente dal portiere Justin Bijlow.
La squadra di José Mourinho riesce dunque a tenere il risultato e, al fischio finale, può celebrare il primo trofeo UEFA della propria storia, dopo aver perso la Finale della Coppa dei Campioni 1983-1984 e la Finale della Coppa UEFA 1990-1991, ed il suo secondo titolo europeo dopo la Coppa delle Fiere 1960-1961.

## Tabellino

### Dettagli
La squadra "di casa" (ai fini amministrativi) è stata determinata da un sorteggio aggiuntivo effettuato dopo il sorteggio dei quarti di finale.
| Arbitro: | István Kovács |

|             |           |  |
| Zaniolo 32’ | Marcatori |  |

| Roma | Feyenoord |

| P               | 1  | Rui Patrício           | 84’       |
| D               | 23 | Gianluca Mancini       |           |
| D               | 6  | Chris Smalling         |           |
| D               | 3  | Roger Ibañez           |           |
| C               | 77 | Henrikh Mkhitaryan     | 17’       |
| C               | 4  | Bryan Cristante        |           |
| C               | 2  | Rick Karsdorp          | 89’       |
| C               | 59 | Nicola Zalewski        | 66’ 67’   |
| C               | 22 | Nicolò Zaniolo         | 67’       |
| C               | 7  | Lorenzo Pellegrini     | 37’       |
| A               | 9  | Tammy Abraham          | 89’       |
| A disposizione: |    |                        |           |
| P               | 87 | Daniel Fuzato          |           |
| D               | 5  | Matías Viña            | 89’       |
| D               | 15 | Ainsley Maitland-Niles |           |
| D               | 24 | Marash Kumbulla        |           |
| D               | 37 | Leonardo Spinazzola    | 90+4’ 67’ |
| C               | 17 | Jordan Veretout        | 67’       |
| C               | 27 | Sérgio Oliveira        | 17’       |
| C               | 52 | Edoardo Bove           |           |
| A               | 11 | Carles Pérez           |           |
| A               | 14 | Eldor Shomurodov       | 89’       |
| A               | 64 | Felix Afena-Gyan       |           |
| A               | 92 | Stephan El Shaarawy    |           |
| Allenatore:     |    |                        |           |
| José Mourinho   |    |                        |           |

| P               | 1  | Justin Bijlow            |     |
| D               | 3  | Lutsharel Geertruida     |     |
| D               | 18 | Gernot Trauner 25’       | 74’ |
| D               | 4  | Marcos Senesi            |     |
| D               | 5  | Tyrell Malacia           | 88’ |
| C               | 26 | Guus Til                 | 59’ |
| C               | 17 | Fredrik Aursnes          |     |
| C               | 10 | Orkun Kökçü              | 88’ |
| A               | 14 | Reiss Nelson             | 74’ |
| A               | 33 | Cyriel Dessers           |     |
| A               | 7  | Luis Sinisterra          |     |
| A disposizione: |    |                          |     |
| P               | 16 | Valentin Cojocaru        |     |
| P               | 21 | Ofir Marciano            |     |
| P               | 30 | Thijs Jansen             |     |
| D               | 2  | Marcus Holmgren Pedersen | 74’ |
| D               | 13 | Philippe Sandler         |     |
| D               | 25 | Ramon Hendriks           |     |
| D               | 32 | Denzel Hall              |     |
| C               | 6  | Jorrit Hendrix           |     |
| C               | 28 | Jens Toornstra           | 59’ |
| A               | 9  | Alireza Jahanbakhsh      | 88’ |
| A               | 11 | Bryan Linssen            | 74’ |
| A               | 23 | Patrik Wålemark          | 88’ |
| Allenatore:     |    |                          |     |
| Arne Slot       |    |                          |     |

| Assistenti arbitrali: Vasile Marinescu (Romania) Ovidiu Artene (Romania) Quarto ufficiale: Sandro Schärer (Svizzera) VAR: Marco Fritz (Germania) Assistente al VAR: Christian Dingert (Germania) Supporto al VAR: Bastian Dankert (Germania) | Regole dell'incontro - due tempi regolamentari da 45 minuti ciascuno; - due tempi supplementari da 15 minuti ciascuno in caso di parità; - tiri di rigore in caso di ulteriore parità; inizialmente cinque per squadra, e a oltranza fino a spareggio in caso di ulteriore parità; - numero massimo di 23 giocatori per squadra a referto (11 in campo e 12 come potenziali sostituti); - cinque sostituzioni permesse nei tempi regolamentari; una sesta permessa nei tempi supplementari. |

## Statistiche

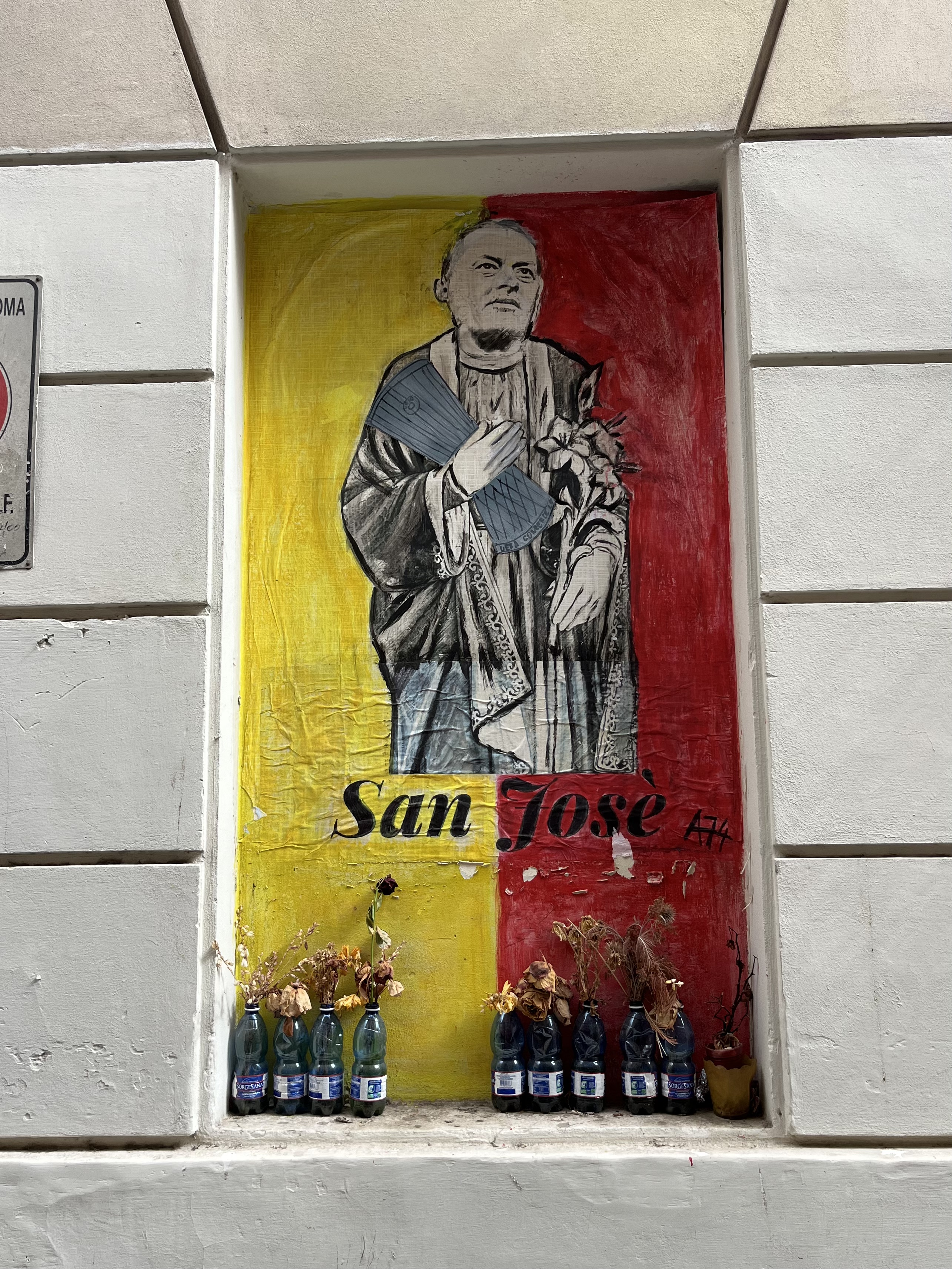
José Mourinho con il trofeo della Conference League su un murale a Roma

| Statistiche       | Roma | Feyenoord |
| ----------------- | ---- | --------- |
| Reti segnate      | 1    | 0         |
| Tiri totali       | 2    | 5         |
| Tiri in porta     | 1    | 2         |
| Parate            | 2    | 0         |
| Possesso palla    | 41%  | 59%       |
| Calci d'angolo    | 2    | 1         |
| Falli commessi    | 3    | 8         |
| Fuorigioco        | 1    | 0         |
| Cartellini gialli | 1    | 1         |
| Cartellini rossi  | 0    | 0         |

| Statistiche       | Roma | Feyenoord |
| ----------------- | ---- | --------- |
| Reti segnate      | 0    | 0         |
| Tiri totali       | 6    | 7         |
| Tiri in porta     | 2    | 3         |
| Parate            | 3    | 2         |
| Possesso palla    | 31%  | 69%       |
| Calci d'angolo    | 2    | 5         |
| Falli commessi    | 5    | 10        |
| Fuorigioco        | 0    | 0         |
| Cartellini gialli | 3    | 0         |
| Cartellini rossi  | 0    | 0         |

| Statistiche       | Roma | Feyenoord |
| ----------------- | ---- | --------- |
| Reti segnate      | 1    | 0         |
| Tiri totali       | 8    | 12        |
| Tiri in porta     | 3    | 5         |
| Parate            | 5    | 2         |
| Possesso palla    | 36%  | 64%       |
| Calci d'angolo    | 4    | 6         |
| Falli commessi    | 8    | 18        |
| Fuorigioco        | 1    | 0         |
| Cartellini gialli | 4    | 1         |
| Cartellini rossi  | 0    | 0         |